# سفيان لاغموشي
سفيان لاغموشي (بالهولندية: Soufiane Laghmouchi)‏ (ولد في 10 أغسطس 1990) هو لاعب كرة قدم مغربي، كان يلعب في مركز لاعب الوسط في نادي GVVV، وكان سابقا قد لعب مع أغوف أبيلدورن، ونادي إيمن، ونادي فولندام.

## روابط خارجية
- سفيان لاغموشي على موقع قاعدة بيانات كرة القدم.إي يو (الإنجليزية)
- سفيان لاغموشي على موقع Soccerway.com (الإنجليزية)